# Provincia de Buri Ram
Buri Ram (en tailandés: บุรีรัมย์, Ciudad de la Felicidad) es una de las provincias de Tailandia, situada en la zona nordeste del país y que limita, en el sentido de las agujas del reloj, con las provincias de Sa Kaeo, Nakhon Ratchasima, Khon Kaen, Maha Sarakham y Surin. Al sureste se encuentra la frontera con Camboya en la provincia de Oddar Mean Chey.

## Geografía
Buriram está situado en el extremo sur de la Meseta de Khorat, con varios volcanes extinguidos en toda la provincia.

## Historia
Hace casi mil años, la actual zona de Buri Ram estaba bajo control del Imperio jemer y se encuentran muchas ruinas de la época. El mayor número de ellas se localizan en una zona del Parque histórico de Phanom Rung. De acuerdo con los testimonios hallados, su gobernante reconoció la hegemonía del Imperio jemer. Apenas se tienen noticias antes de la fundación de Bangkok. Desde principios del siglo XIX, la ciudad originalmente llamada Pae Muang, pasó a denominarse Buri Ram. Después de la reforma administrativa a finales del siglo XIX, Buri Ram se incorporó a Tailandia como una provincia.

## Símbolos
El emblema provincial muestra el castillo de arenisca del parque Phanom Rung, un santuario hindú dedicado a Shivá. El monumento se encontraba en uso desde el siglo IX hasta el siglo XII, cuando el Imperio jemer fue derrocado por el Reino de Ayutthaya. Ahora es un parque histórico. La flor símbolo de la provincia es la (Cochlospermum regium), y el árbol provincial es la Cassia grandis. El lema provincial es: La ciudad de santuarios de piedra arenisca, tierra de volcanes, hermosa seda y rica cultura.

## División administrativa
La provincia se divide en 23 distritos (Amphoe), que a su vez se dividen en 189 comunas (tambon) y 2212 aldeas (muban).
| 1. Mueang Buriram 2. Khu Mueang 3. Krasang 4. Nang Rong 5. Nong Ki 6. Lahan Sai 7. Prakhon Chai 8. Ban Kruat 9. Phutthaisong 10. Lam Plai Mat 11. Satuek 12. Pakham | 1. Na Pho 2. Nong Hong 3. Phlapphla Chai 4. Huai Rat 5. Non Suwan 6. Chamni 7. Ban Mai Chaiyaphot 8. Non Din Daeng 9. Ban Dan 10. Khaen Dong 11. Chaloem Phra Kiat |